# Cyptonychia subfumosa
Cyptonychia subfumosa là một loài bướm đêm trong họ Noctuidae.